# Санту-Амадор
Санту-Амадор (порт. Santo Amador; МФА: [ˈsɐ̃.tu ɐ.mɐ.ˈdoɾ]) — парафія в Португалії, у муніципалітеті Мора (Бежа). Розташована в південній частині країни, на теренах історичної португальської провінції Алентежу. Входить до складу округу Бежа. За адміністративним поділом, чинним до 1976 року, терени парафії були складовою провінції Нижнє Алентежу. Належить до Безької діоцезії Католицької церкви. Патрон — святий Амадор. Площа — 72,8710 км². Населення — 412 ос. (2011). Слабо урбанізований регіон. Густота населення — 5,65 осіб/км²
. Код — 021006.

## Населення
| Кількість мешканців | Кількість мешканців | Кількість мешканців | Кількість мешканців | Кількість мешканців | Кількість мешканців | Кількість мешканців | Кількість мешканців | Кількість мешканців | Кількість мешканців | Кількість мешканців | Кількість мешканців | Кількість мешканців | Кількість мешканців | Кількість мешканців |
| ------------------- | ------------------- | ------------------- | ------------------- | ------------------- | ------------------- | ------------------- | ------------------- | ------------------- | ------------------- | ------------------- | ------------------- | ------------------- | ------------------- | ------------------- |
| 1864                | 1878                | 1890                | 1900                | 1911                | 1920                | 1930                | 1940                | 1950                | 1960                | 1970                | 1981                | 1991                | 2001                | 2011                |
| 649                 | 668                 | 782                 | 761                 | 937                 | 936                 | 1 425               | 1 369               | 1 492               | 1 387               | 1 027               | 884                 | 717                 | 456                 | 412                 |